# TV4 News
TV4 News var en svensk nyhetskanal från Nyhetsbolaget Sverige. Kanalen startade sina sändningar den 24 januari 2012 och avslutade sina sändningar 31 augusti 2013. 

## Historik

### Tidigare nyhetskanaler
TV4 har tidigare haft planer på att starta en nyhetskanal, bland annat fick man 2001 tillstånd för att sända en nyhetskanal i marknätet i samarbete med CNN. Planerna på en renodlad nyhetskanal förverkligades dock inte utan omformades till dokumentärkanalen TV4 Fakta, som inledningsvis hade ett begränsat nyhetsinnehåll.
I april 2008 startade TV4-gruppen den internetbaserade Nyhetskanalen. Detta var ett svar på SVT:s Play Rapport, men bestod till skillnad från denna även av en linjär kanal.

### Före starten
Den 31 maj 2011, meddelades det att TV4-gruppens aktualitetsavdelning och lokalstationer skulle överföras till ett separat företag inom Bonnierkoncernen, Nyhetsbolaget Sverige. Samtidigt meddelade man att man skulle starta en dygnet runt-sändande nyhetskanal.
Kanalen skulle först starta den kommande hösten, men lanseringen sköts senare upp till den 24 januari 2012. Inledningsvis användes arbetsnamnet "Nyhetskanalen", men i oktober 2011 rapporterades det att kanalen skulle heta TV4 News, inspirerat av danska TV 2 News.

### Starten
Den 12 januari 2012 meddelades att TV4 News kommer att börja sända den 24 januari 2012  samt att ett avtal med BBC World News har skapats. Klockan 10.00 på förmiddagen den 24 januari 2012 inleddes de tablå-baserade sändningarna efter att tidigare ha genomfört förberedande testsändningar.
Kanalen var inledningsvis "reguljärt" tillgänglig via Com Hem, Canal Digitals satellit-TV och internettjänsten TV4 Play Premium för utvalda smartphones och surfplattor. Hos Com Hem låg kanalen i det största kanalpaketet, Com Hem XL, men utgjorde även huvuddelen av TV Com Hem som var tillgänglig för de flesta av Com Hem:s kunder. Hos Canal Digital sände kanalen via en transponder med DVB-S2-konfiguration, vilket gjorde att den enbart kunde tas emot med HDTV-boxar.
För att sända i det digitala marknätet krävs tillstånd från Myndigheten för Radio och TV, och Nyhetsbolaget erhöll under dagarna före premiären ett tillfälligt sändningstillstånd om två veckor (24 januari till och med 7 februari). Detta innebar att TV4 News sände som frikanal på kanalplats 28 (multiplex 5). Kanalen samsändes även i Kanal Global varje dag mellan 15.00 och 17.00. Den 6 februari 2012 meddelade TV4-Gruppen att man inte lyckats förlänga sitt 2 veckor temporära tillstånd i det digitala marknätet som gällde till och med 7 februari 2012 klockan 08.00, men att man fått till en överenskommelse att sända TV4 News i Kanal Global först klockan 11.00-18.00 och senare 16.00-18.00 dagligen . Kanal Global sändes dessutom fritt fram till den 30 april  och denna frivisning förlängdes med några månader. När ansökningstiden för nya reguljära tillstånd gick ut den 13 februari hade Nyhetsbolaget ansökt om en kanalplats i marknätet. Den 26 juli 2012 fick TV4 News beviljat långsiktigt tillstånd att sända i marknätet från och med den 1 juli 2012 och sändes då som en fri-tv-kanal. Kanalen blev en betalkanal den 1 oktober 2012 och ingår i alla Boxerpaket.

### Nedläggning
I maj 2013 uppgav tidningen Resumé att kanalen skulle läggas ned, och ett beslut fattades 16 maj av Nyhetsbolaget att kanalen läggs ner. Kanalen lades ner 31 augusti samma år.